# Big Bill Broonzy
Big Bill Broonzy (26 de junio de 1898 - 14 de agosto de 1958) fue un prolífico compositor, guitarrista y cantante de blues estadounidense. 

## Biografía
Big Bill nació bajo el nombre de William Lee Conley Broonzy en el condado de Scott, Misisipi. El año exacto de su nacimiento no ha sido aun esclarecido. Algunos autores, señalan que era hermanastro de Washboard Sam. En cualquier caso, Broonzy abandonó Misisipi en 1924 para trasladarse a Chicago, donde se encontró con Papa Charlie Jackson, quien le enseñó a tocar la guitarra (el violín había sido el instrumento de Broonzy hasta entonces). Broonzy grabó por primera vez acompañándose a sí mismo en 1929. Hacia 1936 se convirtió en uno de los primeros bluesman en usar un pequeño grupo instrumental, incluyendo batería y contrabajo, así como uno o más instrumentos melódicos (metales o armónica). Estas grabaciones solían llevar el nombre de Big Bill and his Chicago Five.
Durante esta época Broonzy actuaba en los clubs del South Side de Chicago y también realizó tournés con Memphis Minnie en los años 30. Broonzy grabó para distintas discográficas durante los 30 y 40, con músicos como Jazz Gillum. En los años 50 volvió a sus raíces folk-blues tocando solo y recorrió Europa extensamente, dando conciertos y grabando, en 1956. Aunque había sido un pionero del estilo de Chicago y había empleado instrumentos eléctricos desde 1942 su nuevo, y blanco, público deseaba escuchar sus canciones acompañándose de guitarra acústica solamente, considerándolo más auténtico.
Broonzy regresó a Chicago y continuó actuando, aunque su salud estaba empeorando. Falleció en 1958 a causa de un cáncer de garganta. Fue enterrado en el cementerio Lincoln, en Blue Island, Illinois.
Durante su periodo folk-blues grabó con Pete Seeger, Sonny Terry y Brownie Mcghee y Leadbelly. Como Broonzy no era un guitarrista eléctrico de estilo espectacular no es tan conocido como otros artistas contemporáneos del género y no fue tan imitado durante el revival británico del blues en los 60. Aun así, ganó cierta popularidad por su canción Key To The Highway, grabada por Eric Clapton en el álbum Layla And Other Assorted Love Songs, de Derek And The Dominos. Fue un aclamado guitarrista acústico y una gran fuente de inspiración para artistas como Muddy Waters y Memphis Slim.
En total Big Bill Broonzy grabó más de 350 composiciones.